# René De Vilder
René De Vilder (Duisburg, 10 februari 1914  - onbekend) was een Belgische atleet en ondernemer. Als atleet was hij gespecialiseerd in het verspringen en het hink-stap-springen. Hij veroverde vier Belgische titels.

## Biografie

### Atletiek
De Vilder werd in 1936 voor het eerst Belgisch kampioen hink-stap-springen. In 1937 verbeterde hij tijdens de wedstrijd Beerschot AC tegen Bonner FV het Belgische record hink-stap-springen van Emile Binet naar 13,335 m. In 1938 werd hij voor de tweede maal Belgisch kampioen. Hij bracht daarbij het Belgisch record naar 13,80 m. In 1939 behaalde hij zijn derde Belgische titel.
In september 1940 bracht De Vilder zijn Belgisch record in Mechelen naar 13,82 m. Twee weken nadien verbeterde hij het tot 13,88 m.
In 1943 behaalde De Vilder een vierde Belgische titel in het hink-stap-springen. Hij was toevallig voor een zakenreis in België en had zich door een oom uit Lokeren laten inschrijven. In 1947 werd hij tweede op twee cm van Paul Bodart.
De Vilder was aangesloten bij Beerschot Athletic Club.

### Ondernemer
Zijn vader, Leon De Vilder, was in het begin van de twintigste eeuw uitgeweken van Lokeren naar Duisburg. Die werkte bij een kolenhandelaar tot hij in 1921 die Neptun Rheinschiffahrtsgesellschaft, een rederij voor binnenscheepvaart, oprichtte. René De Vilder stapte in de veertiger jaren ook in de firma en leidde het bedrijf tot in 1984.

## Belgische kampioenschappen
| Onderdeel          | Jaar                   |
| ------------------ | ---------------------- |
| hink-stap-springen | 1936, 1938, 1939, 1943 |

## Persoonlijke records
| Onderdeel          | Prestatie | Datum             | Plaats     |
| ------------------ | --------- | ----------------- | ---------- |
| hink-stap-springen | 13,88 m   | 29 september 1940 | Antwerpen. |

## Palmares

### verspringen
- 1935:  BK AC – 6,54 m
- 1936:  BK AC – 6,58 m
- 1937:  BK AC – 6,535 m
- 1938:  BK AC – 6,70 m
- 1939:  BK AC – 6,64 m

### hink-stap-springen
- 1936:  BK AC – 12,85 m
- 1937:  BK AC – 13,035 m
- 1938:  BK AC – 13,80 m (NR)
- 1939:  BK AC – 13,76 m
- 1943:  BK AC – 13,43 m
- 1947:  BK AC – 13,10 m